# 원심증발농축기
원심증발농축기란 화학, 생화학, 생물학 실험실에서 시료로부터 용매를 재거하기 위하여 사용하는 기기의 명칭이다. 일반적으로 실험실에서는 용매 제거를 위하여 회전증발농축기를 사용하지만 원심증발농축기는 다수의 시료에 대하여, 끓는점이 높은 용매도 재거할 수 있으며, 돌비 현상이 나타나지 않아 시료를 안전하게 처리할 수 있다.

## 디자인
원심증발농축기는 시료가 회전하는 회전실과 진공을 유지하는 진공장치, 용매를 회수하는 응축기, 냉매를 공급하는 냉각기로 구성되어 있으며, 대부분의 현대적인 모델은 회전 속도, 냉각기의 온도 등을 디지털로 제어할 수 있도록 되어 있다. 기본적인 원리는 회전증발농축기와 다르지 않지만, 시료를 고속으로 회전시키며 원심력을 이용하여 돌비 현상이 나타나지 않도록 하는 것이 큰 차이점이다. 충분히 강력한 진공펌프를 사용하고 적절하게 회전실을 가열할 경우 회전증발농축기에서는 제거하기 힘든 DMSO나 NMP와 같은 끓는점이 높은 용매도 제거할 수 있다.
시료를 담은 용기를 회전시키는 과정에서 발생하는 원심력은 용매의 증발 과정에서 생기는 거품이 아래 방향으로 터지도록 하며 결과적으로 돌비 현상을 방지하게 된다. 최신 장비들은 진공을 천천히 걸며 500G에 해당하는 원심력을 줄 수 있으며 이러한 형태의 시스템이 돌비 현상을 막는 다는 사실이 Genevac사에 의하여 1990년대 말에 증명되었다

## 제조사
원심증발농축기는 1960년대에 미국의 Savant사에서 발병되었으며, SpeedVac이라는 브랜드로 시장을 선도하고 있다. 독일의 Martin Christ나 미국의 Labconco Corp., 일본의 EYELA, 영국의 Genevac이 잘 알려져 있다.